# Grande Loja Maçônica do Ceará
A Grande Loja Maçônica do Estado Ceará é uma Obediência maçônica. Fundada em 19 de março de 1928, após a união das lojas "Deus e Camocim Nº 1", "Porangaba Nº 2" e "Fortaleza Nº 3". Seu primeiro Grão-Mestre foi Álvaro Weyne. 
Regular de origem, recebeu sua Carta Constitutiva de N° 09 exarada pelo Supremo Conselho do Grau 33 do Rito Escocês Antigo e Aceito da Maçonaria para a República Federativa do Brasil, com a denominação inicial de Grande Loja Symbolica Escoceza Soberana para o Estado do Ceará. Alguns dos maçons afiliados que se destacaram são: Casimiro Ribeiro Brasil Montenegro, foi um dos fundadores, em 1905, e primeiro Venerável da Loja Porangaba Nº 2; Francisco Dias da Rocha, cientistas e grande benemérito da museologia do Ceará, Demócrito Rocha fundador do Jornal O Povo, dentre outros.
Buscando sempre a obediência aos postulados internacionais de regularidade, na origem e na prática, obteve o reconhecimento de suas 
coirmãs do Brasil e das demais congêneres do mundo. Congrega 154 lojas maçonicas. É filiada a Confederação da Maçonaria Simbólica do Brasil.